# 木之本町
木之本町（きのもとちょう）は、かつて滋賀県伊香郡に存在した町。湖北地域に含まれる。
2010年（平成22年）1月1日、東浅井郡と伊香郡の他全5町とともに長浜市へ編入し、木之本町は廃止された。

## 地理
滋賀県北部（湖北地域）の伊香郡にあった。北国街道と北国脇往還の分岐点があり、古くから交通の要衝・宿場町として栄えた伊香郡の中心地であった。
市街地は南西部に広がる低地に形成されていた。町の北東部に広がる山林が町域の大部分を占め、険しい山岳地帯もあった。北部の山地に端を発する姉川の支流・高時川は町東部の山地内を南流しており、市街地のある低地は通過していない。
西に広がる琵琶湖との間には賤ヶ岳の山塊が南北に連なる。賤ヶ岳の北にある余呉湖の南岸までが町域で、近くに2箇所の飛地があった。

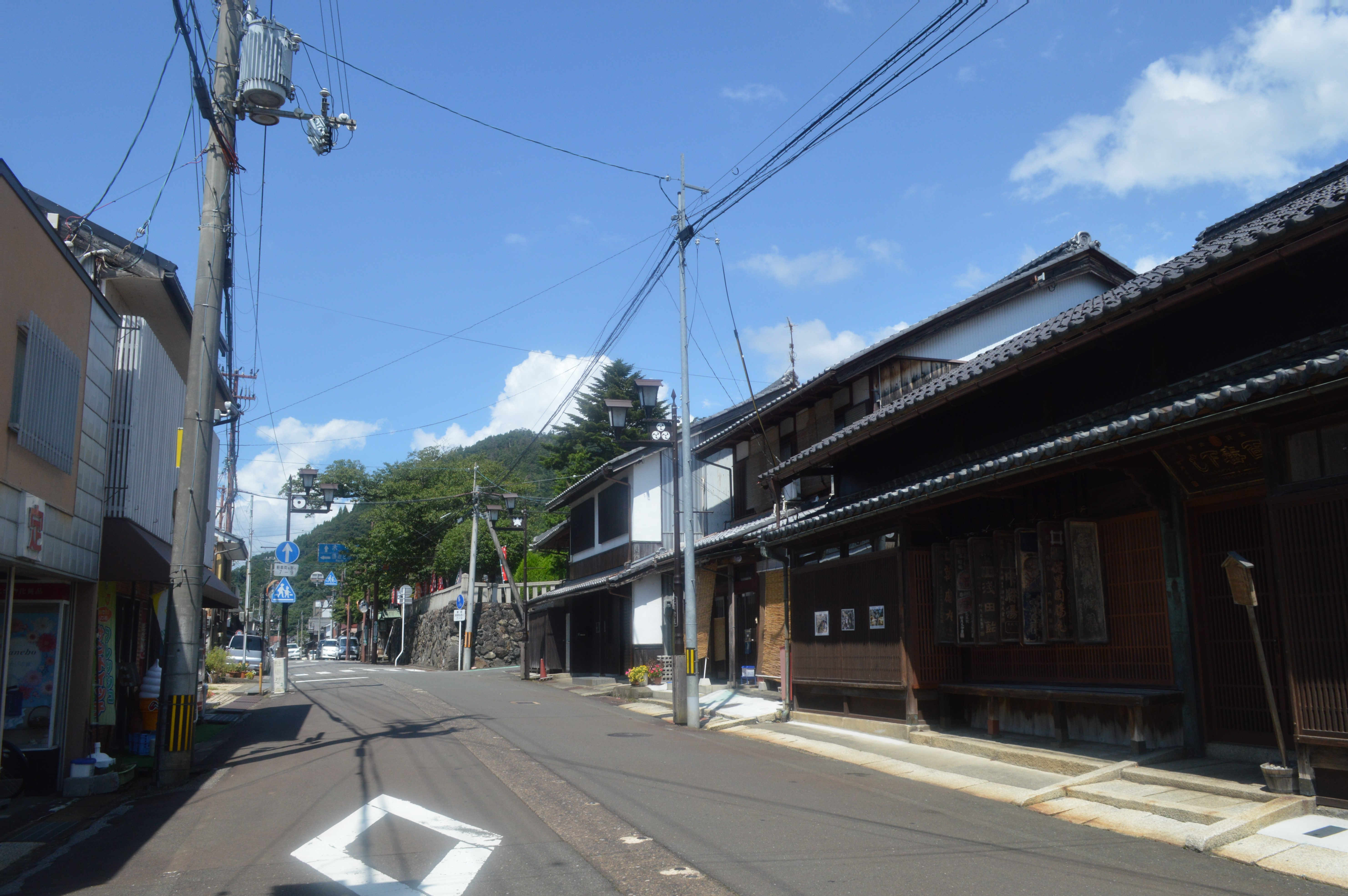
北国街道 木之本宿の町並み

- 山：賤ヶ岳、横山岳、土蔵岳
- 河川：高時川、杉野川
- 湖沼：琵琶湖、余呉湖

### 隣接していた自治体
- 滋賀県
  - 長浜市
  - 伊香郡
    - 高月町
    - 余呉町
    - 西浅井町
- 岐阜県揖斐郡
  - 揖斐川町

## 歴史
- 1889年（明治22年）4月1日 - 町村制の施行により、木之本村・広瀬村・田部村・千田村・黒田村の区域をもって木之本村が発足。
- 1918年（大正7年）2月1日 - 木之本村が町制施行して木之本町となる。
- 1943年（昭和18年）6月1日 - 伊香具村（第1次）と合併し、改めて木之本町が発足。
- 1948年（昭和23年）5月10日 - 大字赤尾・北布施・田居・山梨子・飯浦・西山・大音が分立して伊香具村（第2次）が発足。
- 1954年（昭和29年）12月1日 - 杉野村・高時村・伊香具村（第2次）と合併し、改めて木之本町が発足。
- 2010年（平成22年）1月1日 - 長浜市に編入。同日木之本町廃止。

## 行政
歴代町長
- 岩根博之

## 経済

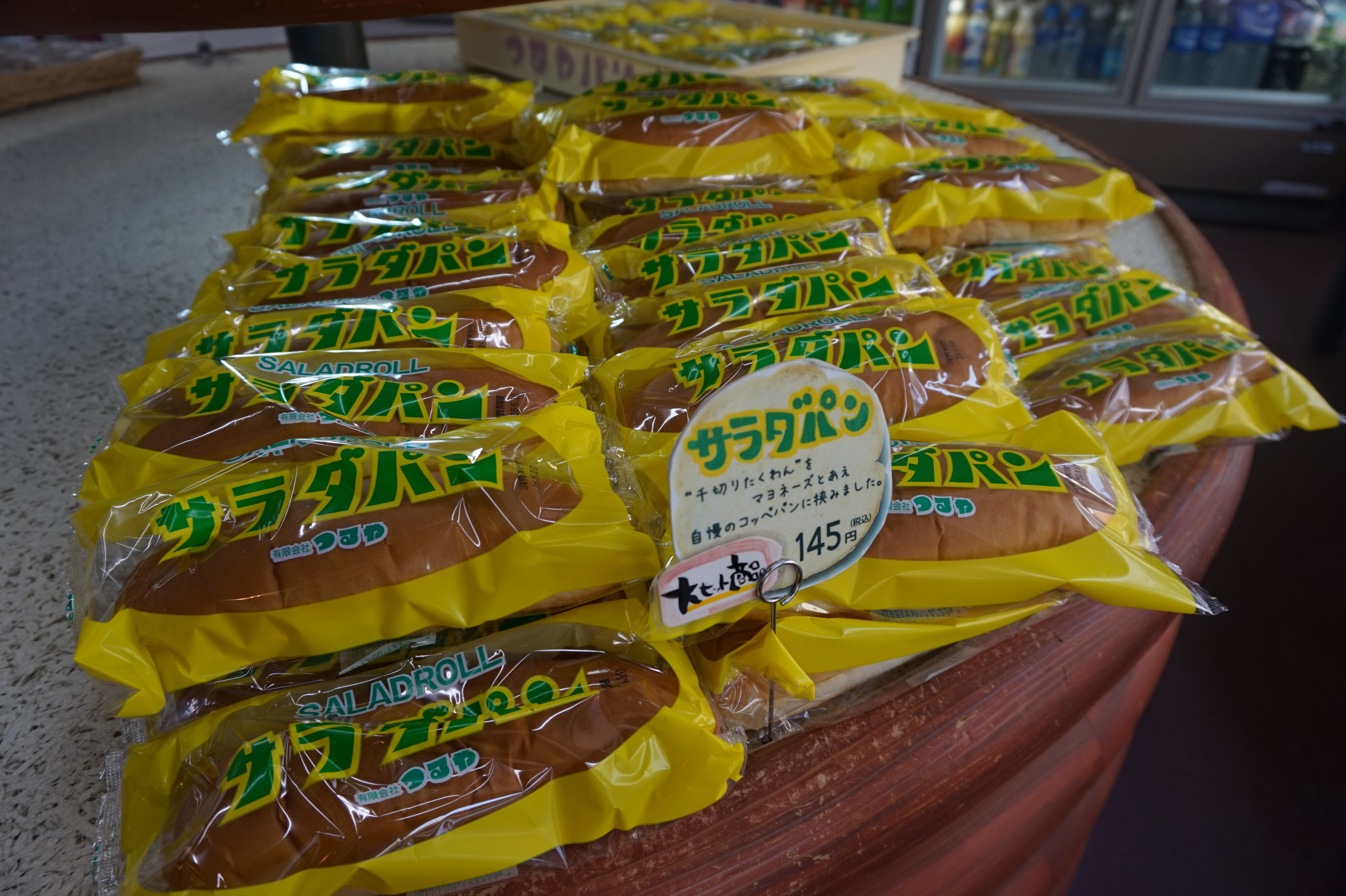
サラダパン

- 山路酒造 - 天文元年（1532年）創業の酒蔵。現存する日本の酒造業として4番目の老舗。登録有形文化財。
- 冨田酒造 - 天文3年（1534年）創業の酒蔵。現存する日本の酒造業として5番目の老舗。登録有形文化財。
- 白木屋醤油店 - 江戸時代末期創業の醤油屋。登録有形文化財。
- ダイコウ醤油 - 嘉永5年（1853年）創業の醤油屋。登録有形文化財。
- つるやパン - サラダパンを製造するパン屋。

## 教育

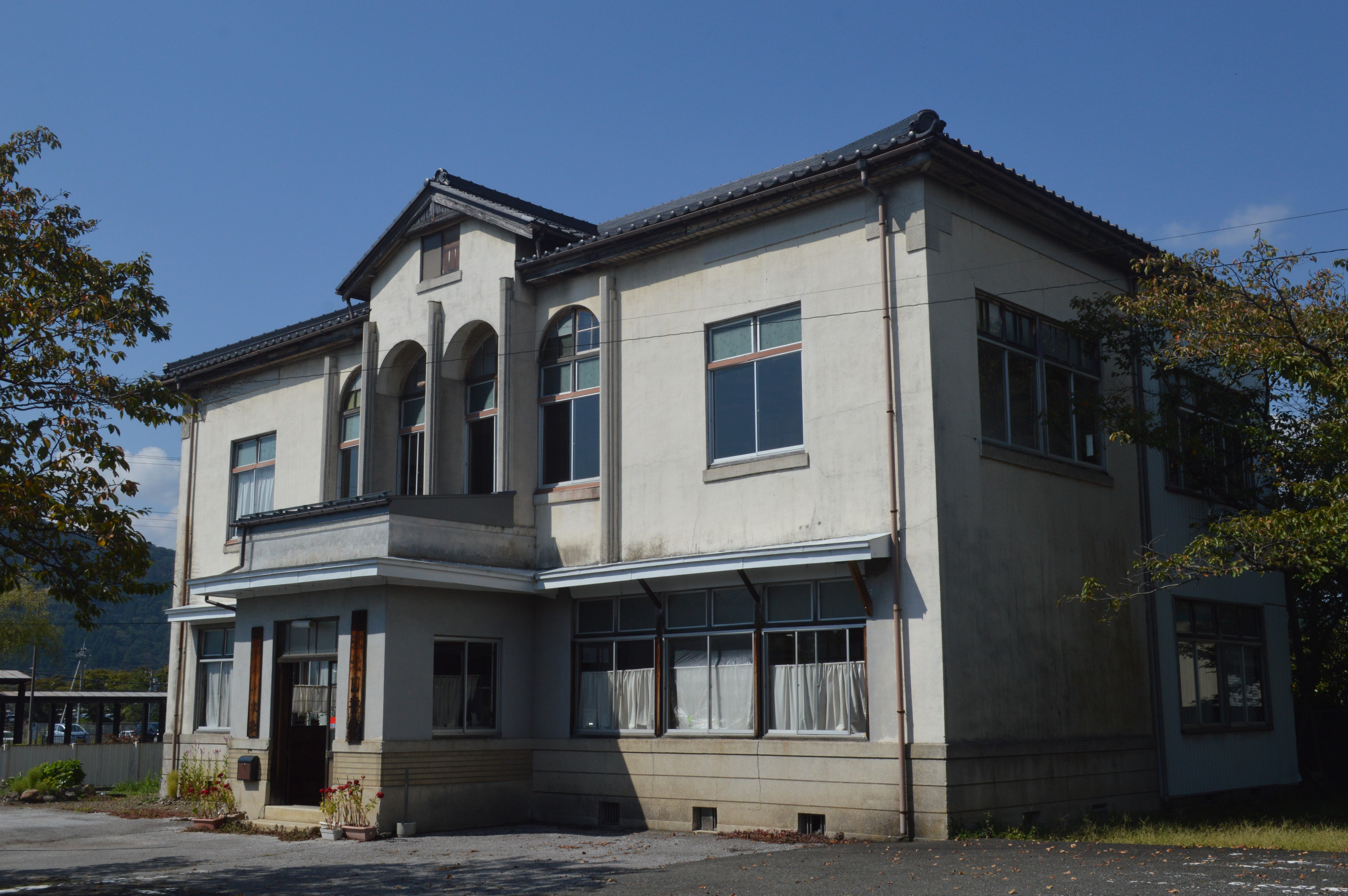
江北図書館

### 小学校
- 木之本町立伊香具小学校（大音）
- 木之本町立木之本小学校（木之本）
- 木之本町立杉野小学校（杉野）
- 木之本町立高時小学校（古橋）

### 中学校
- 木之本町立木之本中学校（木之本）
- 木之本町立杉野中学校（杉野）

### 高等学校
- 滋賀県立伊香高等学校（木之本）

### 図書館
- 木之本公民館図書室 - 木之本町が運営する公立図書室。
- 江北図書館 - 財団法人が運営する私設図書館。

## 施設
行政施設
- 木之本警察署
- 伊香郡広域総合保健医療福祉センター

商業施設
- 平和堂木之本店

娯楽施設
- 日吉座 - 劇場・映画館（〜1960年代）。

## 交通

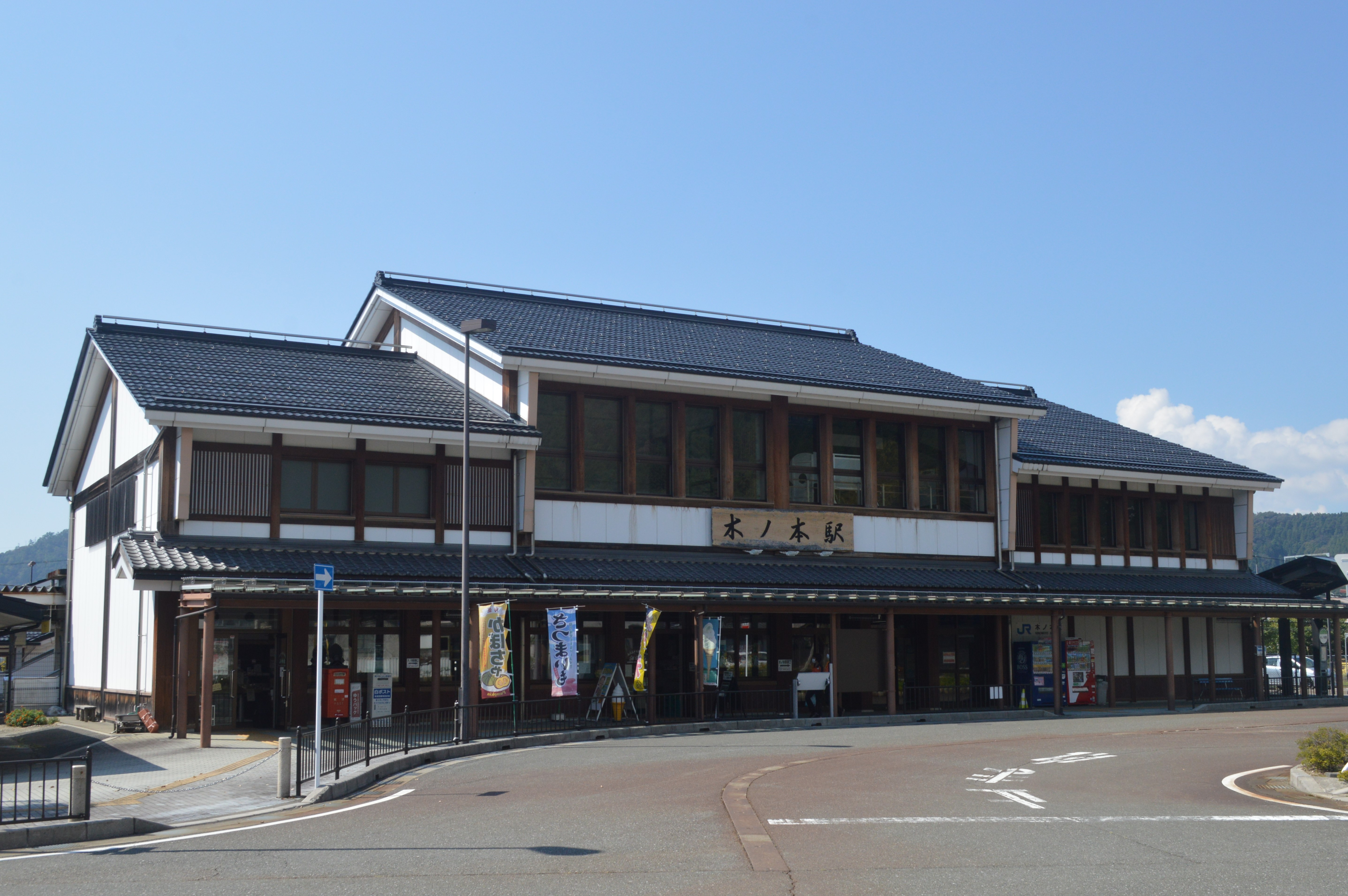
木ノ本駅

### 鉄道
- 西日本旅客鉄道（JR西日本）北陸本線
  - 木ノ本駅
    - 交流施設「ふれあいステーションおかん」が入居している。

### 道路
高速道路
- 北陸自動車道
  - 木之本IC（3番）

一般国道
- 国道8号
- 国道303号
- 国道365号

主要地方道
- 滋賀県道44号木之本長浜線

一般県道
- 滋賀県道261号磯野木之本線
- 滋賀県道281号川合千田線
- 滋賀県道284号杉本余呉線
- 滋賀県道285号中河内木之本線
- 滋賀県道332号木之本高月線
- 滋賀県道336号塩津浜飯浦線
- 滋賀県道514号飯浦大音線
- 滋賀県道532号余呉湖線

### その他
- 賤ヶ岳リフト
- 国民宿舎余呉湖荘（飛び地では無いが、旧・余呉町からしか道が無い）

## 名所・旧跡・観光スポット
寺院

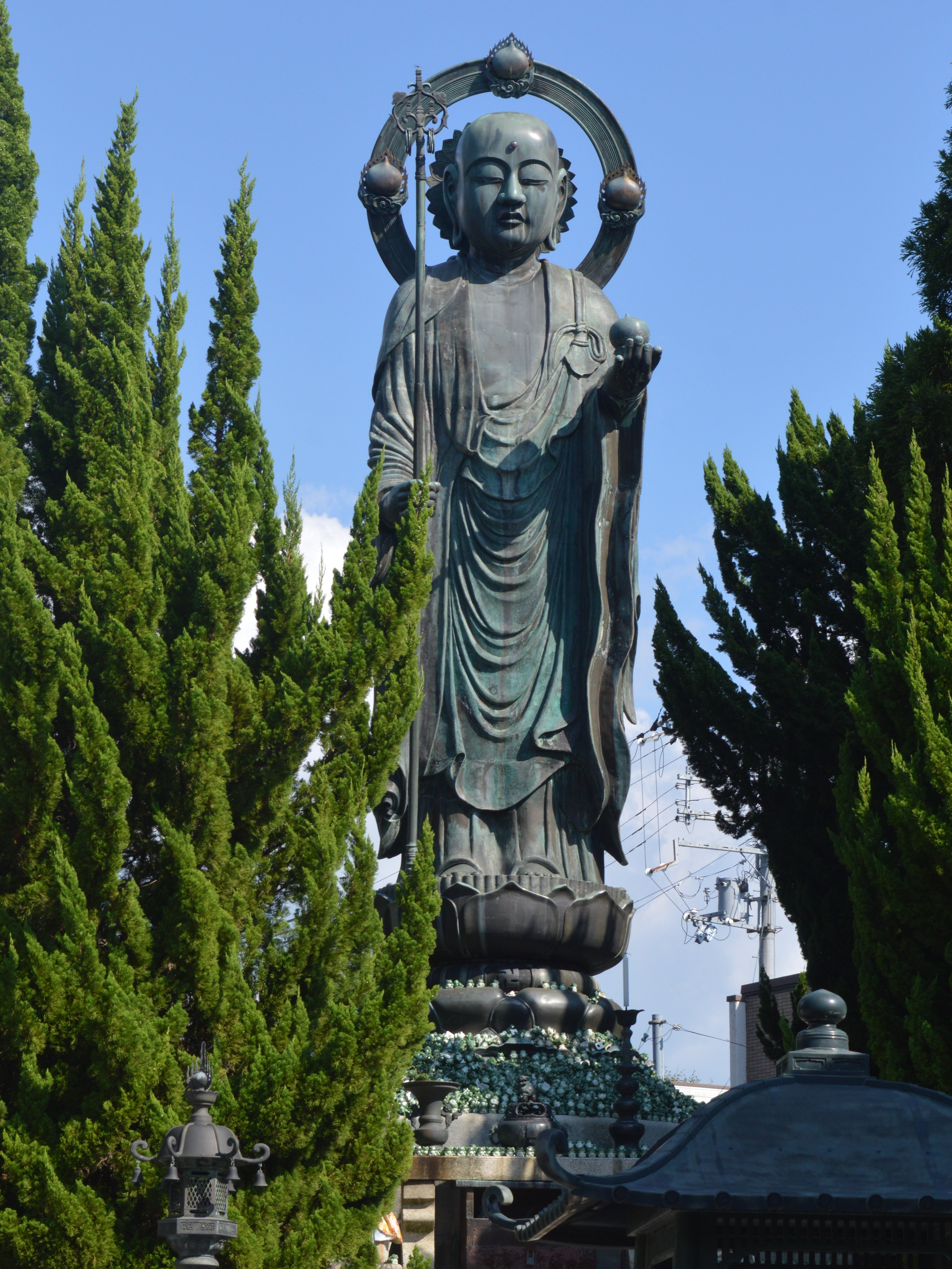
木之本地蔵院

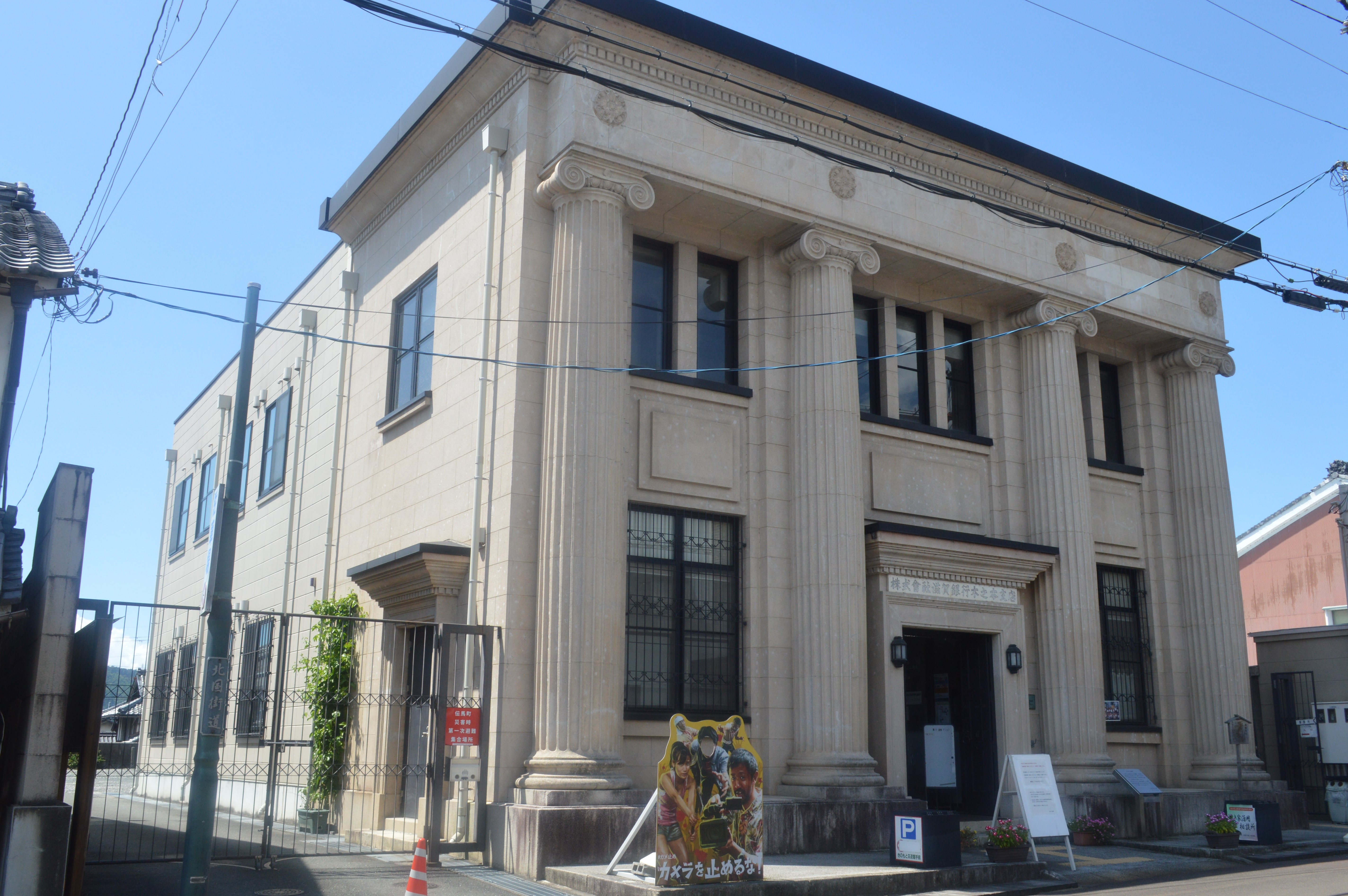
きのもと交流館

- 木之本地蔵院 - 寺号は浄信寺。絹本著色地蔵菩薩像や木造地蔵菩薩立像などが重要文化財。
- 医王寺 - 十一面観音菩薩像は重要文化財。
- 鶏足寺
- 石道寺
- 己高閣

神社
- 伊香具神社
- 石作神社・玉作神社
- 佐波加刀神社
- 等波神社
- 與志漏神社

その他
- 賤ヶ岳古戦場
- 土蔵銅山
- きのもと交遊館 - 旧滋賀銀行木之本支店[2]。登録有形文化財。

## 出身者
- 冨田光彦 - 冨田酒造当主。経済学者。江北図書館名誉館長。
- 上田慎一郎 - 映画監督。
- 群青 - ダンサー。
- 橋本奈穂子 - NHKアナウンサー。
- 古澤勝吾 - プロ野球選手。